# Hapsidopareion
Hapsidopareion is een geslacht van uitgestorven Microsauria dat behoort tot de familie Hapsidopareiidae. Fossielen zijn gevonden uit het Vroeg-Perm van Oklahoma.

## Onderzoeksgeschiedenis
De typesoort Hapsidopareion lepton werd in 1973 benoemd door de Amerikaanse paleontologe Eleanor Daly op basis van materiaal in 1966 verzameld door O. Gilpin in de South Grandfield-vindplaats uit de Hennesseyformatie die dateert uit het Vroeg-Perm (Kungurien) in het zuidwesten van Oklahoma. De geslachtsnaam is afgeleid van het Grieks hapsidos ('gewelf') en pareion ('wang'). De soortaanduiding lepton, 'de slanke', verwijst naar de tengerheid van het dier.
Het holotype is FM UR 2303, een gedeeltelijk skelet met schedel. Bewaard zijn gebleven het cranium, de onderkaken, drie wervels en delen van de schoudergordel. Het taxon is verder bekend van verschillende gedeeltelijke tot volledige schedels en mogelijk door enig los postcraniaal materiaal.

## Anatomie
De snuit is kort maar de tongvormige schedel als geheel is langwerpig. De tanden zijn cilindervormig en recht. Ze verschillen weinig in grootte. Er staan vijf tanden in de praemaxilla en achttien in het bovenkaaksbeen. Het tabulare steekt als een beenlap uit achter het wandbeen.
Hapsidopareion werd oorspronkelijk onderscheiden van andere microsauriërs door de grote rechthoekige temporale emarginatie, die een afwijkende inrichting van begrenzende botten veroorzaakte (bijvoorbeeld het postorbitale). Het is in dit opzicht vergelijkbaar met de meer recent beschreven Llistrofus pricei, maar kan worden onderscheiden van Llistrofus pricei door kenmerken als de afwezigheid van een quadratojugale en een voorhoofdsbeen uitgesloten van de oogkas. Omdat alle exemplaren van Hapsidopareion lepton aanzienlijk kleiner zijn dan die van Llistrofus pricei en een aantal anatomische verschillen waarschijnlijk ontogenetisch variabel zijn (bijvoorbeeld contact tussen wervelboog en centrum), heeft men overwogen dat de eerstgenoemde misschien een juveniel van de laatstgenoemde vertegenwoordigde, maar onderzoekers hebben de laatste jaren de scheiding tussen deze taxa gehandhaafd.

## Verwantschappen
Hapsidopareion is het zustertaxon van Llistrofus pricei. Gezamenlijk vormen deze de groep Hapsidopareiidae (traditioneel de Hapsidopareiontidae genoemd) die wordt herkend aan de sterk vergrote temporale emarginatie van de slaap.